# Bahnstrecke Lahr–Lahr Stadt
| Streckennummer (DB): | 4264                   |                                           |                                           |
| Kursbuchstrecke: | 305q (1944) 303 (1946) |                                           |                                           |
| Streckenlänge: | 3,2 km                 |                                           |                                           |
| Spurweite: | 1435 mm (Normalspur)   |                                           |                                           |
| Maximale Neigung: | 4 ‰                    |                                           |                                           |
| Minimaler Radius: | 300 m                  |                                           |                                           |
| |                        |                                           |                                           |
| \| \| \| Rheintalbahn von Karlsruhe \| \| \| \| 0,0 \| Lahr (Schwarzw) (früher: Lahr-Dinglingen) \| Lahr (Schwarzw) (früher: Lahr-Dinglingen) \| \| \| \| Rheintalbahn nach Basel \| \| \| \| 3,2 \| Lahr Stadt \| Lahr Stadt \| |                        |                                           |                                           |
| Strecke |                        | Rheintalbahn von Karlsruhe                | Rheintalbahn von Karlsruhe                |
| Bahnhof | 0,0                    | Lahr (Schwarzw) (früher: Lahr-Dinglingen) | Lahr (Schwarzw) (früher: Lahr-Dinglingen) |
| Abzweig ehemals geradeaus und nach rechts |                        | Rheintalbahn nach Basel                   | Rheintalbahn nach Basel                   |
| Kopfbahnhof Streckenende (Strecke außer Betrieb) | 3,2                    | Lahr Stadt                                | Lahr Stadt                                |

Die Bahnstrecke von Lahr nach Lahr Stadt war eine rund drei Kilometer lange Stichbahn, die die Stadt Lahr an die Rheintalbahn anschloss.

## Geschichte
Die Rheintalbahn verlief westlich von Lahr, die nächstgelegene Station war der Bahnhof Dinglingen. Um Lahr besser an die Eisenbahn anzubinden, baute die private Lahrer Eisenbahngesellschaft eine Stichbahn, die am 6. November 1865 eröffnet wurde. Aufgrund der Konkurrenz mit der seit 1889 eröffneten Lahrer Schmalspurstrecke wurde die Stichbahn 1906 von den Großherzoglich Badischen Staatseisenbahnen übernommen. 1933 wurde Dinglingen nach Lahr eingemeindet, in der Folge wurde der Bahnhof Dinglingen in Bahnhof Lahr-Dinglingen umbenannt.  
Der Personenverkehr auf der Stichbahn endete am 13. Juli 1960, danach wurde der Bahnhof Lahr-Dinglingen in Bahnhof Lahr (Schwarzw) umbenannt. 1970 wurde das nicht mehr benutzte Empfangsgebäude des Lahrer Stadtbahnhofs abgerissen, um Platz für die Bundesstraße als Autobahnzubringer zu machen. Der Güterverkehr auf der Stichbahn lief noch bis zum 31. Oktober 1995 und wurde zuletzt von der Deutschen Bahn betrieben. Zu Beginn des 21. Jahrhunderts wurden die Gleise entfernt und auf der Trasse ein Radweg vom Bahnhof in die Innenstadt angelegt. Heute sind letzte sichtbare Spuren der Stichbahn neben dem Gleis 6 im Bahnhof Lahr (Schwarzw) zu finden.
Eine Überlegung, die Stichbahn nach Biberach ins Kinzigtal zu verlängern, wurde wegen der schwierigen topografischen Verhältnisse nicht umgesetzt.

## Fahrzeuge
Eingesetzt wurden anfänglich die speziell für diese Strecke angeschafften Lokomotiven der badischen Gattung XIII. In den letzten Jahren des Personenverkehrs fuhren Schienenbusse. 